# Гайнанов, Риф Фаткылбаянович
Риф Фаткылбаянович Гайнанов (14 мая 1958 — 14 ноября 2009) — основатель Всемирной и Всероссийской Федерации борьбы на поясах. Заслуженный мастер спорта РФ. Советник по национальным видам спорта в ЮНЕСКО.

## Биография
Родился 14 мая 1958 года в г. Октябрьский БАССР. В 1981 году окончил ГЦОЛИФК. С 1985 года по 1992 год являлся старшим тренером сборной команды СССР (ДСО профсоюзов) по классической борьбе.
С 2002 года — президент Всероссийской федерации борьбы на поясах, с 2003 года — президент Международной федерации борьбы на поясах.
В 1991 году присвоено звание заслуженный тренер России по классической борьбе.
Кандидат педагогических наук.
Погиб в Таиланде 14 ноября 2009 года. Похоронен 21 ноября 2009 года в Москве.

## Спортивные результаты
- Обладатель Кубка мира (1983 г.)
- Обладатель Кубка СССР (1984 г.)